# Albert Arenas

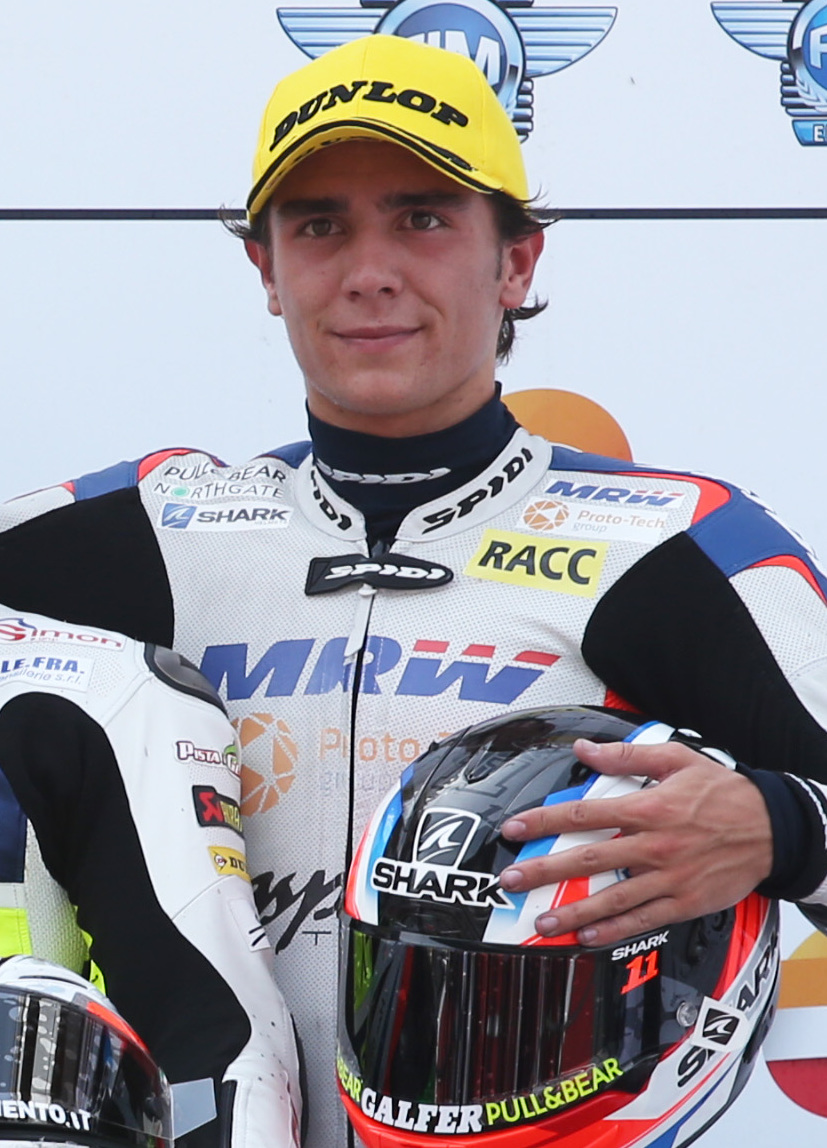
Albert Arenas 2016.

Albert Arenas, född 11 december 1996 i Girona, är en spansk roadracingförare som sedan 2016 tävlar i världsmästerskapen i Grand Prix Roadracing. Han blev världsmästare i Moto3-klassen 2020. Från säongen 2021 kör han i Moto2-klassen.

## Tävlingskarriär
Arenas gjorde VM-debut i roadracing i Moto3-klassen i Valencias GP 2014. Säsongen 2015 kom han tvåa i juniorvärldsmästerskapen i Moto3. Säsongen 2016 gjorde Arenas inhopp som wildcard på Mahindra innan han fick köra andra halvan av säsongen för Peugeot MC Saxoprint Han körde tolv race och slutade på 35:e plats i VM. Roadracing-VM 2017 körde Arenas en Mahindra för Pull&Bear Aspar Mahindra Team. Han kom på 26:e plats i VM. Arenas stannade i samma team säsongen 2018, men de körde då med KTM-motorcyklar. Arenas tog sin första Grand Prix-seger 20 maj 2018 i Frankrikes Grand Prix. Han vann också Australiens Grand Prix och kom på nionde plats i VM. Arenas fortsatte hos Aspar 2019 och tog tre pallplatser med segern i Thailands Grand Prix som höjdpunkt, men hade en ojämn säsong och kom på elfte plats i VM. Roadracing-VM 2020 stämde allt och Arenas blev världsmästare i Moto3. Han vann tre av de fyra första deltävlingarna och lyckades hålla undan för konkurrenterna resten av säsongen.
Till Roadracing-VM 2021 klev Arenas upp i Moto2-klassen. Fortsatt hos Aspar på en Boscuscuro-motorcykel (tidigare Speed Up).

## Framskjutna placeringar
Uppdaterad till 2020-12-31.
| Nr | Grand Prix | År   |
| -- | ---------- | ---- |
| 1  | Frankrike  | 2018 |
| 2  | Australien | 2018 |
| 3  | Thailand   | 2019 |
| 4  | Qatar      | 2020 |
| 5  | Spanien    | 2020 |
| 6  | Österrike  | 2020 |

| Nr | Grand Prix | År   |
| -- | ---------- | ---- |
| 1  | Japan      | 2019 |
| 2  | Tjeckien   | 2020 |

| Nr | Grand Prix | År   |
| -- | ---------- | ---- |
| 1  | Australien | 2019 |
| 2  | Frankrike  | 2020 |